# Grobowniki
Grobowniki (Taphozoinae) – podrodzina ssaków z rodziny upiorowatych (Emballonuridae).

## Zasięg występowania
Podrodzina obejmuje gatunki występujące w Azji, Afryce, Australii i Oceanii.

## Systematyka
Do podrodziny należą dwa występujące współcześnie rodzaje:
- Taphozous É. Geoffroy Saint-Hilaire, 1818 – grobownik
- Saccolaimus Temminck, 1838 – sakiewnik

Opisano również dwa rodzaje wymarłe:
- Dhofarella Sigé, 1994[9]
- Vespertiliavus Schlosser, 1887[10]